# Ludwig Deike
Ludwig Deike (* 8. April 1869 in Hamburg; † 22. Dezember 1945 in Güstrow) war ein deutscher Politiker (SPD).

## Leben
Deike war gelernter Schuhmacher und wohnte seit 1897 in Güstrow. Hier war er zeitweise Redakteur der „Mecklenburgischen Volkszeitung“. Später arbeitete er als Bürobeamter bei der Allgemeinen Ortskrankenkasse. Außerdem saß er bis 1924 in der Bürgerversammlung von Güstrow. 1919 gehörte er dem Verfassunggebenden Landtag von Mecklenburg-Schwerin an, anschließend war er Abgeordneter auch des ersten und zweiten ordentlichen Landtags von Mecklenburg-Schwerin.